# Cis-2-Hexen-1-ol
cis-2-Hexen-1-ol ist eine chemische Verbindung aus der Gruppe der ungesättigten aliphatischen Alkohole und isomer zu trans-2-Hexen-1-ol.

## Vorkommen

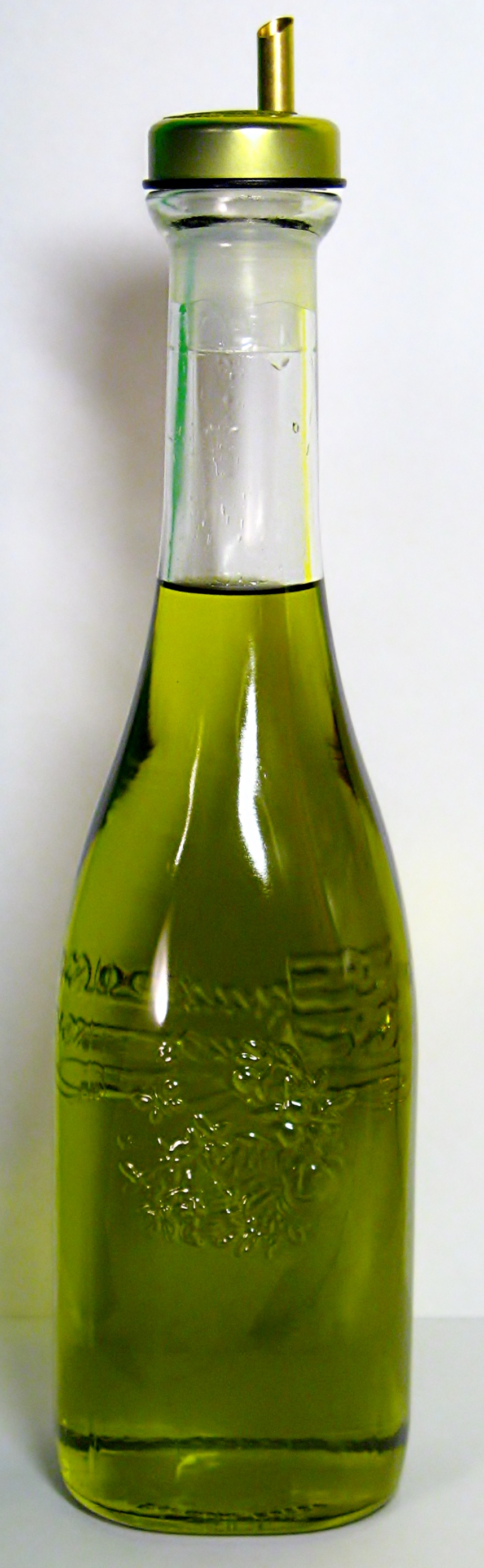
Italienisches Öl

Die Verbindung kommt natürlich in Olivenöl sowie in Papayas, Endivien, Kiwis und Bergminzen (Calamintha nepeta) vor.

## Eigenschaften
cis-2-Hexen-1-ol ist eine gelbliche Flüssigkeit. Sie besitzt einen Flammpunkt von 59 °C und einen fruchtig grünen Geruch.